# Progesteronreceptor
Progesteronreceptor (PR), även känd som NR3C3 (kärnreceptorunderfamilj 3, grupp C, medlem 3), är en typ av nukleär receptor som aktiveras genom att binda till progesteron i cytoplasman och translokerar sedan in i cellkärnan.
Hos människor kodas PR av en enda PGR-gen som finns på kromosom 11q22, den har två isoformer, PR-A och PR-B, som skiljer sig åt i sin molekylvikt. PR-B är den positiva regulatorn av effekterna av progesteron, medan PR-A tjänar till att motverka effekterna av PR-B.